# Carl Hult
Carl Valdemar Hult, född 12 december 1900 i Landskrona, död 12 februari 1983 i Landskrona, var en svensk fotbollsspelare.
Hult representerade Landskrona Bois mellan 1920 och 1936, och spelade en landskamp för Sverige 1929.